# Alloraphidia anomala
Alloraphidia anomala là một loài côn trùng trong họ Alloraphidiidae thuộc bộ Raphidioptera. Loài này được Ren miêu tả năm 1997.